# Micaela Esdra
Micaela Esdra, pseudonimo di Micaela Carmosino (Roma, 29 gennaio 1952), è un'attrice e doppiatrice italiana, attiva dagli anni sessanta in teatro, cinema e televisione.
Attrice di formazione teatrale specializzata nel repertorio classico, ha ricevuto nel 1995 il Premio Flaiano come miglior interprete femminile.

## Biografia

### Attività teatrale
Cresciuta alla scuola di Rina Morelli, è stata diretta in carriera da registi di primaria importanza come Giorgio Strehler, che l'ha diretta ne Il campiello di Carlo Goldoni, e Luchino Visconti, per un'edizione de Il giardino dei ciliegi di Anton Čechov.
Ha poi recitato con Antonio Calenda ne La Celestina di Fernando de Rojas e nell'Aiace di Sofocle, e con Luca Ronconi in Tre sorelle, ancora di Cechov. Massimo Castri l'ha poi diretta ne Il piccolo Eyolf di Henrik Ibsen mentre Guido De Monticelli è stato suo regista in Elettra di Sofocle.
Fra i lavori teatrali da lei interpretati figurano inoltre Antigone di Sofocle, Medea di Seneca, Alcesti di Euripide, Stella, commedia per amanti di Goethe, Pentesilea di Heinrich von Kleist (ispirato all'omonima figura mitologica), Piccola commedia e Contessina Mizzi di Arthur Schnitzler, Casa di bambola di Ibsen, Vestire gli ignudi di Luigi Pirandello e Fedra di Jean Racine. Molti di questi lavori sono stati realizzati dall'associazione culturale intitolata a Gianni Santuccio, fondata dalla stessa attrice nel 1995 insieme ai colleghi Walter Pagliaro, Paola Mannoni e Roberto Herlitzka.

### Attività in cinema e tv
Per il cinema ha interpretato film horror, commedie brillanti e musicarelli. Riguardo al grande schermo è tuttavia conosciuta maggiormente come doppiatrice, dapprima di attrici italiane, poi di numerose attrici di lingua inglese fra cui Kim Basinger, Jane Birkin, Winona Ryder, Daryl Hannah, Tilda Swinton, Sigourney Weaver, Rosanna Arquette, Anne Archer, Helena Bonham Carter, Cybill Shepherd, Catherine Mary Stewart, Ashley Judd, Marg Helgenberger, Jessica Lange, Connie Nielsen, Annabeth Gish, Melanie Griffith, Sharon Stone, Sandra Bullock, Milla Jovovich, Embeth Davidtz, Bridget Fonda, Amy Brenneman, Maria Bello, Eleanor Mathven, Andrea Parker e Jacqueline Bisset.
In televisione è apparsa fin dagli anni settanta in diversi sceneggiati televisivi e in una réclame della Piaggio. Fra i suoi lavori più recenti figura la partecipazione alla serie televisiva Incantesimo, in cui ha interpretato il ruolo di Rosalba Baroni.

### Attività come doppiatrice
Ha prestato la propria voce a numerosi attrici hollywoodiane, come Winona Ryder, Kim Basinger, Melanie Griffith e Jessica Lange, ma anche a personaggi animati, sia al cinema che in ambito televisivo. Per la sua attività di doppiatrice, nel 2002 ha vinto il Festival del Doppiaggio Voci nell'Ombra nella sezione televisione/miglior voce femminile, per il doppiaggio di Andrea Parker in Jarod il camaleonte.

## Vita privata
È sposata dal 1988 con il regista teatrale Walter Pagliaro.

## Filmografia

### Cinema
- Le adolescenti, regia di Gian Vittorio Baldi, Michel Brault, Jean Rouch e Hiroshi Teshigahara (1964)
- Fiammetta, regia di Aldo Rossi (1965)
- Altissima pressione, regia di Enzo Trapani (1965)
- Made in Italy, regia di Nanni Loy (1965)
- Operazione paura, regia di Mario Bava (1966)
- Un fiocco nero per Deborah, regia di Marcello Andrei (1974)
- Movimenti, regia di Claudio Fausti e Serafino Murri (2004)

### Televisione
- Luisa Miller (1966)
- La volpe e le camelie (1966)
- Vita col padre e con la madre (1968)
- I ragazzi di padre Tobia (1968)
- Vita col padre, regia di Sandro Bolchi, trasmessa il 24 agosto 1969.
- Paul Temple, episodio Steal a Little Happiness (1970)
- Nero Wolfe, episodio Sfida al cioccolato (1971)
- L'inserzione (1972)
- I Nicotera, regia di Salvatore Nocita (1972)
- Uno sguardo dal ponte (1973)
- La fastidiosa, regia di Giorgio Albertazzi - (1973)
- All'ultimo minuto, regia di Ruggero Deodato - episodio Il bulldozer (1973)
- ESP, regia di Daniele D'Anza (1973)
- Beatrice Cenci (1974)
- Philo Vance, episodio La fine dei Greene (1974)
- Delitto all'isola delle capre, regia di Enrico Colosimo (1978)
- Lauretta, regia di Gioia Benelli (1980)
- La donna in bianco (1980)
- La musica, regia di Bruno Rasia (1980)
- Einstein (1984)
- Aeroporto internazionale (1987)
- L'ombra abitata (1995)
- Incantesimo (2002)

## Doppiaggio

### Film
- Winona Ryder in Gli anni dei ricordi, Dracula di Bram Stoker, L'età dell'innocenza, Piccole donne, Giovani, carini e disoccupati, Ragazze interrotte, The Informers - Vite oltre il limite
- Kim Basinger in Mai dire mai, Il migliore, L.A. Confidential, Nessuna pietà, Il grande match, The Burning Plain - Il confine della solitudine, Ho sposato un'aliena, Third Person, La mossa del diavolo
- Daryl Hannah in Blade Runner, Pericolosamente insieme, Roxanne, Avventure di un uomo invisibile
- Tamlyn Tomita in Karate Kid II - La storia continua...
- Jessica Lange in Big Fish - Le storie di una vita incredibile
- Bo Derek in L'orca assassina, Seduzione mortale, Bella da morire
- Kathleen Cody in Pistaaa... arriva il gatto delle nevi, Dai papà... sei una forza!
- Sigourney Weaver in Biancaneve nella foresta nera, Infamous - Una pessima reputazione
- Goldie Hawn in Shampoo
- Sharon Stone in La dea del successo
- Melanie Griffith in Lolita
- Helena Bonham Carter in Fight Club
- Charlotte Alexandra in Racconti immorali
- Belinda Balaski in Piraña
- Deborah Baxter in Ciclone sulla Giamaica
- Jane Birkin in Je t'aime moi mon plus
- Sandra Bullock in Demolition Man
- Beatie Edney in Highlander - L'ultimo immortale
- Marianne Eggerickx in I primi turbamenti
- Suzanne Fields in Flesh Gordon - Andata e ritorno... dal pianeta Porno!
- Carrie Fisher in The Blues Brothers - I fratelli Blues
- Jo Ann Harris in La notte brava del soldato Jonathan
- Verna Harvey in Improvvisamente, un uomo nella notte
- Olivia Hussey in Assassinio sul Nilo
- Tilda Swinton in Il ladro di orchidee, Il curioso caso di Benjamin Button
- Robin Riker in Passione fatale 2
- Vicki Johnson in Grizzly, l'orso che uccide
- Irene Miracle in L'ultimo treno della notte
- Agathe Natanson in Io, due figlie, tre valigie
- Catherine Rivet in Emmanuelle l'antivergine
- Diane Samsoi in Ti-Koyo e il suo pescecane
- Aitana Sánchez-Gijón in Volavérunt
- Cybill Shepherd in Taxi Driver
- Madeline Smith in Vampiri amanti
- Hilary Thompson in Fury
- Kathleen Tolan in Il giustiziere della notte
- Debra Winger in Grazie a Dio è venerdì
- Kathryn Witt in Troppo belle per vivere
- Maria Yi in Il furore della Cina colpisce ancora
- Antonia Franceschi in Saranno famosi
- Tilda Swinton in
- Julia Nickson-Soul in Rambo 2 - La vendetta
- Kristin Scott Thomas in Destini incrociati
- Ashley Laurence in Analisi di un delitto
- Adi Nitzan in Schindler's List - La lista di Schindler
- Ginger Rogers in Una donna vivace  (ridoppiaggio)
- Trudie Styler in La sposa americana
- Edwige Fenech in Il vizio di famiglia, L'insegnante va in collegio
- Silvia Dionisio in Lacrime d'amore
- Leonora Fani in La svergognata
- Hatice Aslan in Le tre scimmie
- Barbara Marzano in La seduzione
- Ornella Muti in Un solo grande amore
- Isabella Savona in Un bellissimo novembre, Zum Zum Zum - La canzone che mi passa per la testa, Zum Zum Zum nº 2
- Alessandra Mussolini in Non scommettere mai con il cielo
- Renée Simonsen in Sotto il vestito niente
- Valeria Golino in L'anno del terrore
- Carmen Villani in L'amica di mia madre, Ecco lingua d'argento
- Pia Giancaro in Quando gli uomini armarono la clava e... con le donne fecero din don
- Eleonora Giorgi in Storia di una monaca di clausura, La sbandata, Alla mia cara mamma nel giorno del suo compleanno
- Gloria Guida in Avere vent'anni, La liceale nella classe dei ripetenti, La liceale seduce i professori
- Lilli Carati in La compagna di banco
- Anne Archer in Giochi di potere, Sotto il segno del pericolo, Regole d'onore
- Catherine Mary Stewart in Weekend con il morto
- Téa Leoni in Bad Boys
- Milla Jovovich in Poliziotto in blue jeans
- Sarah Silverman in Lo scapolo d'oro

### Animazione
- Lady Marian in Robin Hood
- Nervustrella in Vip - Mio fratello superuomo
- Aki Ross in Final Fantasy
- Sharon D. Clarke, voce narrante femmina in Boo!
- Sasha La Fleur in Le nuove avventure di Charlie

### Televisione
- Aisha Tyler e Winona Ryder in Friends
- Jessica Lange in American Horror Story, Feud
- Rita Terranova in Perla nera
- Maricarmen Regueiro in La storia di Amanda, Principessa, Il disprezzo
- Simone Carvalho in Fiore selvaggio
- Sabrina Le Beauf in I Robinson (Stagioni 3-5)

## Riconoscimenti
- Premio Flaiano sezione teatro[2]
  - 1994 – Premio all'interpretazione per La signorina Else